# Tomboelmoskee

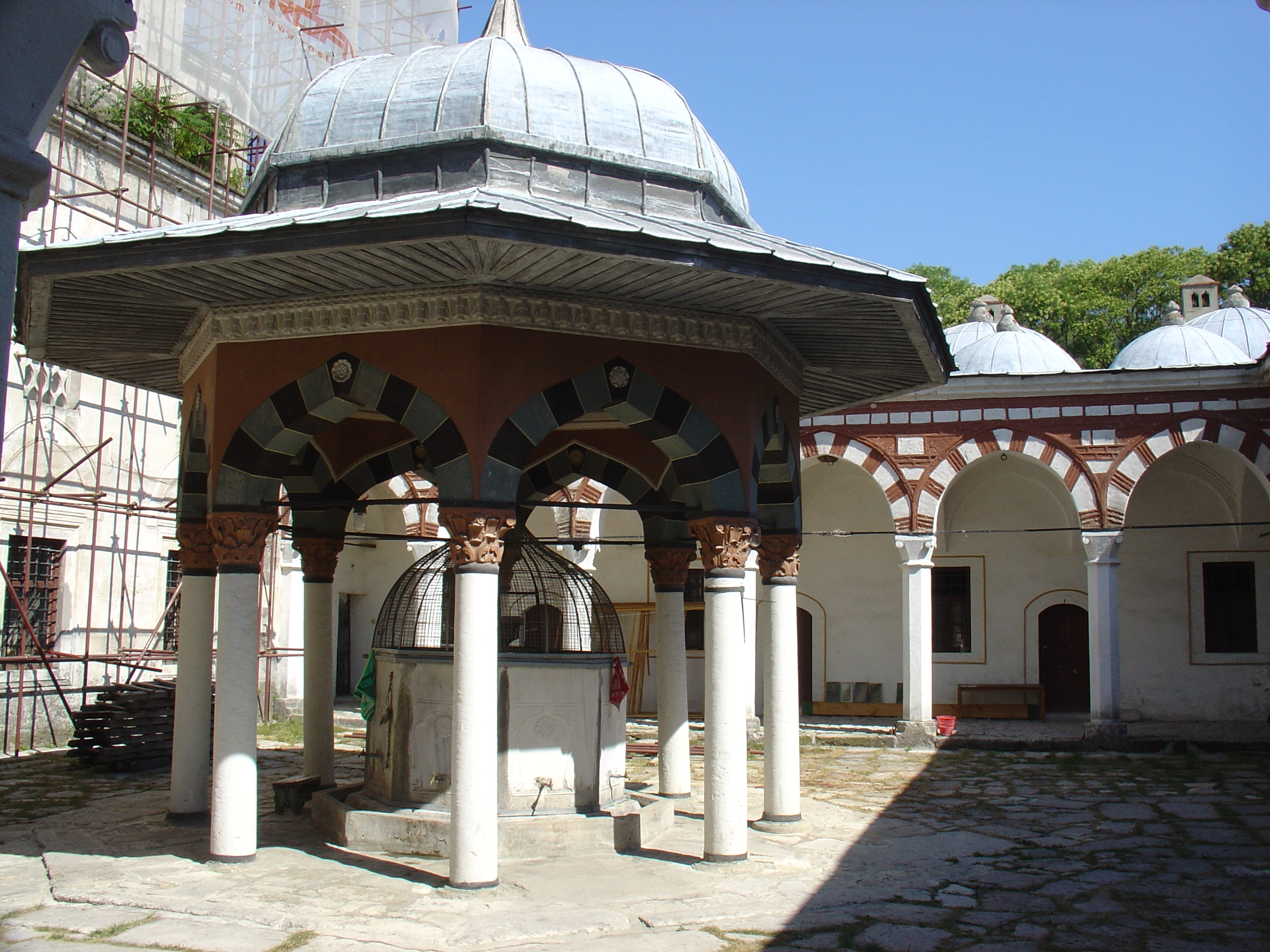
Binnenplaats

De Sherif Halil Pasha-moskee, beter bekend als de Tomboelmoskee, ook geschreven als Tombul of Tumbul (Bulgaars: Томбул джамия; Turks: Tombul Camii), is een moskee in de Bulgaarse stad Sjoemen. Het is de grootste moskee van Bulgarije en de op een na grootste van het Balkanschiereiland, na de Selimiye-moskee in de Turkse stad Edirne. De moskee wordt beschouwd als een cultureel monument van nationaal belang. De Turkse naam Tombul ("bol") verwijst naar de vorm van de koepel.
Het complex bestaat uit een hoofdgebouw (een gebedsruimte), een binnenplaats en een uitbouw met twaalf kamers (de slaapvertrekken van de madrassa). De vormt van het hoofdgebouw verandert, van buiten naar binnen gezien, van een vierkant naar een achthoek naar een cirkel in het midden. Het gebouw wordt bekroond door een 25 m hoge, bolvormige koepel. De minaret is 40 meter hoog.
Het interieur heeft muurschilderingen van plantaardig leven en geometrische figuren en Arabische inscripties met zinnen uit de Koran. De binnenplaats staat bekend om de bogen voor de twaalf vertrekken die om de binnenplaats heen liggen. 

## Geschiedenis
De moskee, gebouwd tussen 1740 en 1744, bevond zich aanvankelijk in het noordoostelijke centrum van de Bulgaarse (destijds Ottomaanse) stad, maar bevindt zich nu in de zuidwestelijke deel, omdat het stadscentrum is verschoven als gevolg van de uitbreiding van de stad. 
De bouw van de moskee werd gefinancierd door Sherif Halil Pasha, die werd geboren in het dorp Madara, 17 km ten oosten van Sjoemen.